# Fantastic (cruise-ferry)
Pour les articles homonymes, voir Fantastic.
Le Fantastic est un cruise-ferry construit de 1994 à 1996 par les chantiers Nuovi Cantieri Apuania de Marina di Carrara en Italie pour la compagnie italienne Grandi Navi Veloci. Mis en service en juin 1996 sur les lignes entre le continent italien et la Sicile, il est aujourd'hui essentiellement positionné sur les lignes internationales de GNV entre l'Italie, la France, l'Espagne et le Maroc ainsi que sur la Tunisie.

## Histoire

### Origines et construction
La compagnie Grandi Navi Veloci est lancée en 1993 avec la mise en service du Majestic qui rencontre rapidement un grand succès sur la ligne Gênes - Palerme. Dès lors, un second navire, le Splendid, est mis en service l'année suivante entre Gênes et Porto Torres. Devant le succès grandissant de la jeune compagnie, un troisième navire est commandé. D'une conception similaire aux deux précédents navires, la nouvelle unité est cependant plus imposante. Baptisé Fantastic, le navire est mis sur cale le 25 février 1994 aux chantiers Nuovi Cantieri Apuania de Marina di Carrara puis lancé 2 décembre 1995. Une fois achevé, le Fantastic est livré à son armateur le 25 mai 1996.

### Service

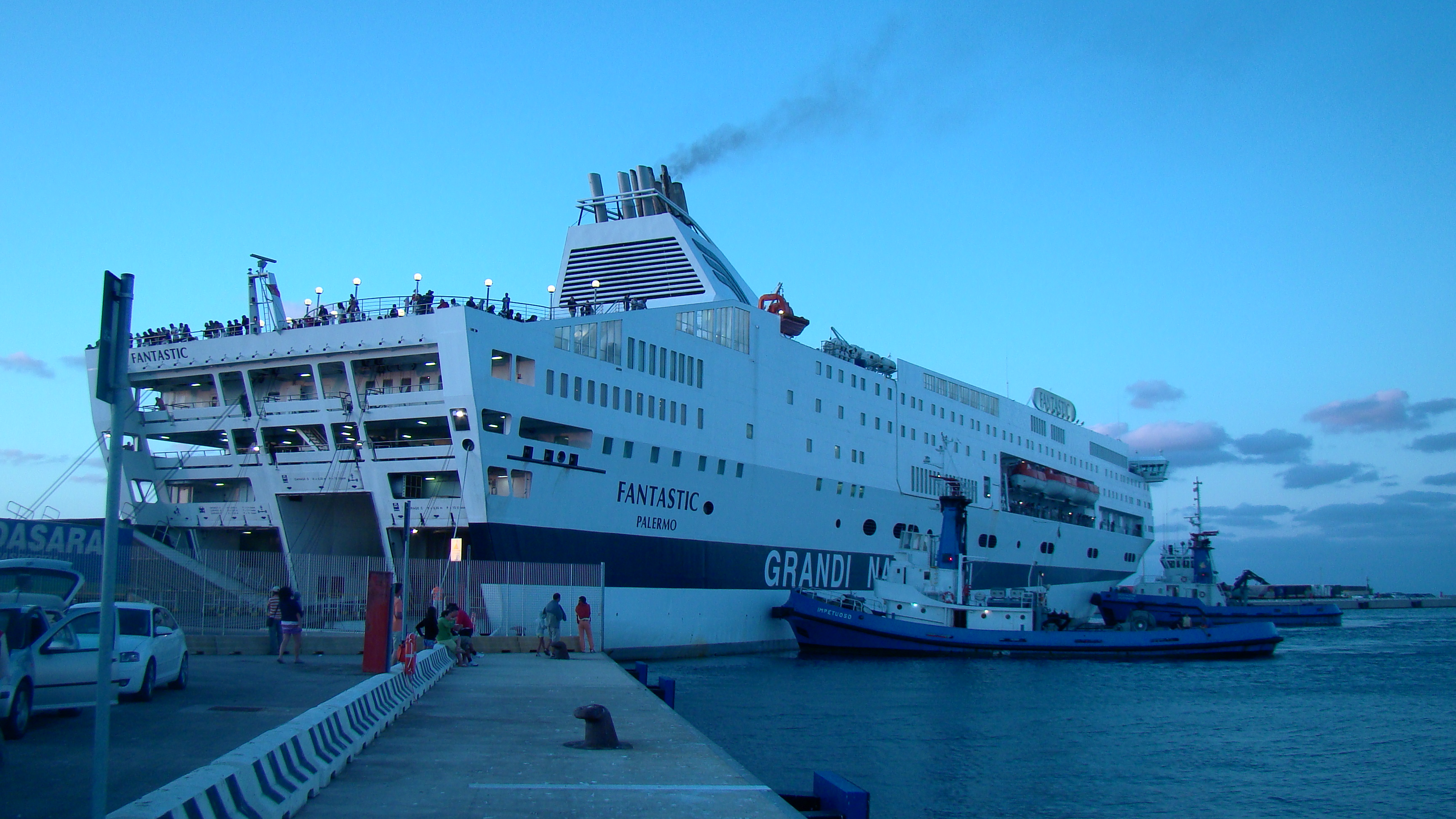
Le Fantastic sous l'ancienne livrée de GNV à Porto Torres.

Avant sa mise en service, le Fantastic réalise un voyage de présentation depuis Gênes vers Malaga, Lisbonne et Palma de Majorque. Le navire réalise ensuite son voyage inaugural le 28 juin 1996 entre Gênes et Porto Torres en Sardaigne.
Le 22 septembre 1998, le cruise-ferry est affecté sur la nouvelle ligne internationale de GNV entre l'Italie et l'Espagne.
Le 30 octobre 2008, le Fantastic est pris dans une tempête particulièrement violente à l'entrée du port de Gênes. Le navire fait une brusque embardée sur tribord et manque de chavirer avec 439 passagers à son bord. Le cruise-ferry parvient malgré tout à se mettre à l'abri dans le port de Gênes, non sans heurter violemment le quai à cause des fortes rafales. Le commandant Filippo Renato Sorci déclarera quelques jours plus tard qu'en 30 ans de carrière, il n'avait jamais vu une telle tempête.
En mars 2016, le navire est repeint aux nouvelles couleurs de GNV lors de son arrêt technique.
Le 13 janvier 2018, alors qu'il effectuait sa manœuvre d'appareillage dans le port de Barcelone, une panne moteur survient. Privé de propulsion, le Fantastic vient heurter le navire de croisière Viking Star stationné non loin. L'accident ne fait aucun blessé et les deux navires ne sont que légèrement endommagés.
Le 28 juin 2020, alors que le navire se trouve en arrêt technique à Marseille, un incendie, provoqué par une surchauffe à la suite d'une injection de mousse expansive en polyuréthane, se déclare au niveau des ballasts. Le feu, nécessitant l'intervention de 36 engins et 105 hommes, est finalement maîtrisé puis éteint au bout de cinq heures, sans faire de blessé. Au cours de cet arrêt technique, le Fantastic se voit installer des scrubbers, dispositif d'épuration des fumées visant à réduire ses émissions de soufre. La mise en place de ce système implique alors des modifications au niveau de la cheminée qui est rehaussée. Celle-ci devait initialement être décorée avec une armature et les emblèmes de GNV, mais les travaux prendront du retard en raison de l'incendie, contraignant le navire à reprendre son service paré d'une cheminée dépouillée. Les travaux sur la cheminée se poursuivent finalement durant l'arrêt technique suivant, également effectué à Marseille, en 2021.

## Aménagements

### Installations publiques
Le Fantastic propose à ses passagers des installations diverses et variées pendant la traversée principalement situées sur les ponts 6 et 9. Le navire possède deux bars, trois espaces de restauration, une piscine, une boutique, un casino, un centre de bien être, un espace de jeux vidéo, une salle de jeux pour enfants, quatre salons fauteuils et un centre de conférences. Certaines de ces installations peuvent parfois être fermées durant les traversées.
Parmi les installations du navire, on retrouve :
- Le Ducal : Le vaste bar-salon principal situé à la proue du navire sur le pont 6, des divertissements y sont proposés suivant les traversées ;
- L‘Obélisque : Le piano-bar situé au pont 6 au milieu du navire ;
- L‘Atlantic Cafè : Le bar-piscine situé à la poupe du navire sur le pont 6 ;
- L‘America : Le self-service du navire situé au milieu sur le pont 6 ;
- Le Caprice : Le restaurant du navire situé à la poupe sur le pont 6 ;
- La Plaza Arcade : La galerie marchande du navire située au milieu du pont 6 ;
- Le Dream Machine : le casino situé au milieu du pont 6 près du bar salon Plaza Arcade ;
- Les salons fauteuils : ils sont situés sur le pont 9 au milieu du navire et sont à la disposition des passagers n'ayant pas de cabines.

### Cabines
Le Fantastic possède 373 cabines situées sur les ponts 7 et 8. Pouvant loger jusqu'à quatre personnes et toutes pourvues de sanitaires complets, 36 d'entre elles sont des suites de luxe.

## Caractéristiques

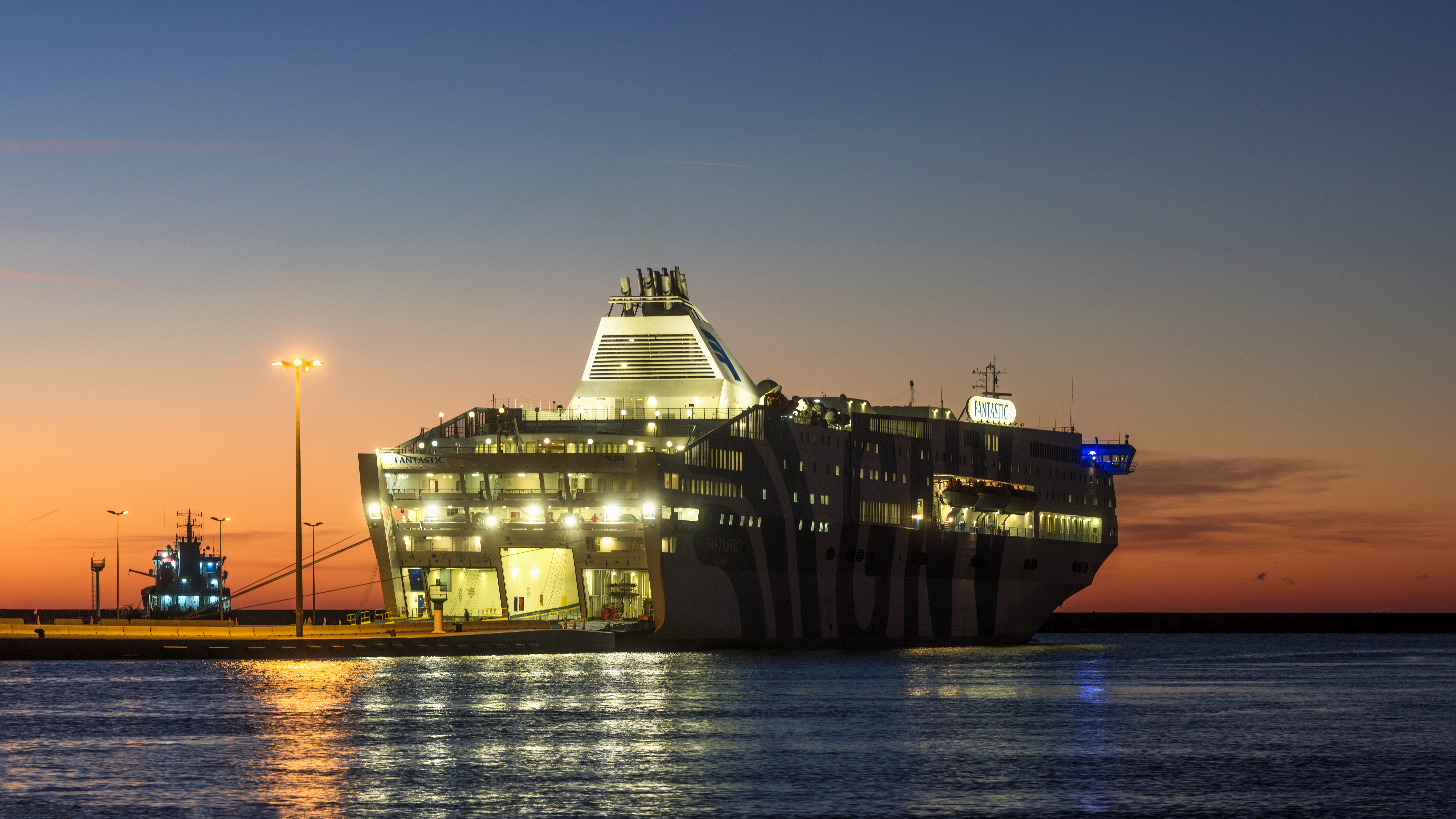
Le Fantastic dans le port de Sète.

Le Fantastic mesure 188,22 mètres de long pour 27,60 mètres de large, son tirant d'eau est de 6,81 mètres. Sa jauge brute est de 35 222 UMS. Le navire peut embarquer 2 033 passagers et possède un garage pouvant contenir 760 véhicules répartis sur 4 niveaux et accessible par trois portes-rampes arrières. Il est entièrement climatisé. Il possède 4 moteurs Diesel semi rapides Sulzer France 8ZA40S, développant une puissance de 25 920 kW entraînant deux hélices à pales orientables Lips faisant filer le bâtiment à plus de 23 nœuds. Il est en outre doté d'un propulseur d'étrave et d'un stabilisateur anti-roulis à deux ailerons repliables. Le navire est pourvu de six embarcations de sauvetages fermées de grande taille, de nombreux radeaux de survie, une embarcation de secours et une embarcation semi-rigide complètent les dispositifs de sauvetage.

## Ligne desservies
Pour le compte de Grandi Navi Veloci, le Fantastic a servi sur les lignes Gênes - Porto Torres et Gênes - Barcelone au début de sa carrière.
Actuellement, le navire est en service sur Gênes - Barcelone - Tanger, Sète - Tanger ou Gênes - Tunis selon périodes.